# Jim Reed
Jim Reed, pseudonimo di Gaetano Iannotti (...), è un liutaio italiano, produttore di chitarre, bassi elettrici ed amplificatori.

## Biografia
Egli stesso chitarrista nel gruppo dei Free Born Trust , inizia l'attività negli anni sessanta come costruttore di chitarre elettriche e semi elettriche. Nel 2001 fonda a Bojano (CB) la "Jim Reed Guitars", con produzione di strumenti artigianali di qualità manifatturiera, che affianca alla produzione di strumenti con metodologie industriali. La cura nella produzione degli strumenti, ha determinato una diffusione degli strumenti a livello internazionale (70% della produzione per il dettaglio italiano, 27% per l'Europa, e il 3% per il mercato statunitense).
Ha prodotto strumenti per vari musicisti italiani e stranieri, in concerto con Ruggero Robin  Laura Pausini, Anna Oxa, Eugenio Finardi, Gigi D'Alessio, Lino Murolo, Ian Paice, Shaggi, Marcus Miller, Skiantos, Riccardo Fogli, Ricchi e Poveri, Piero Brigo, Paolo Carta, Mario Schilirò ed altri.
Ha brevettato il manico "Flatback Neck", ed è realizzatore di un particolare tremolo costruito artigianalmente. Nell'aprile 2006 presenta al Salone del Mobile di Milano, in collaborazione con Peter Solomon, il modello di chitarra "The Handle", strumento costruito in lega di carbonio dal profilo anatomico.